# Pternidora
Pternidora is een geslacht van vlinders van de familie bladrollers (Tortricidae), uit de onderfamilie Olethreutinae.

## Soorten
- P. aclyta (Turner, 1916)
- P. phloetis Meyrick, 1911